# Gonatas intermedius
Gonatas intermedius es una especie de coleóptero de la familia Passalidae.

## Distribución geográfica
Habita en las Islas del Almirantazgo (Papúa Nueva Guinea).